# Pateobatis uarnacoides
A Pateobatis uarnacoides é uma espécie de arraia da família Dasyatidae nativa do leste do Oceano Índico e do centro-oeste do Oceano Pacífico, onde é encontrada em águas rasas, incluindo estuários.
Essa espécie foi descrita pela primeira vez pelo ictiólogo holandês Pieter Bleeker em 1852. Ele era um cirurgião do exército que trabalhou por 20 anos para a Companhia Holandesa das Índias Orientais na Indonésia, acumulando uma coleção de mais de 12.000 peixes que levou para casa quando retornou à Holanda. A maioria deles está no Museu de História Natural de Leida.

## Distribuição e habitat
A Pateobatis uarnacoides é encontrado no leste do Oceano Índico e no centro-oeste do Oceano Pacífico, sua área de distribuição se estende da Índia à Malásia e Indonésia; é um peixe demersal e geralmente é encontrado sobre substratos macios em águas com menos de 30 m, incluindo as partes mais baixas de rios e estuários. Um indivíduo foi encontrado em uma lagoa de água salgada.

## Usos
A espécie é capturada em grandes quantidades por meio de pesca de arrasto, redes de emaranhado demersais e redes de tresmalho na Índia, Malásia e Indonésia. A carne é consumida fresca ou preservada por salga e secagem, e a cartilagem (vértebras) é seca e exportada para o Extremo Oriente. As peles são secas e usadas na fabricação de bolsas, carteiras, cintos e sapatos.

## Status de conservação
Essa arraia demersal está ameaçada pela sobre-exploração, pois é pescada intensamente em grande parte de sua área de distribuição. Na Indonésia, os barcos de pesca precisam percorrer distâncias muito maiores para encontrar quantidades aceitáveis de peixes. Na Índia, onde também é pescada intensamente, a taxa de captura também está diminuindo devido à pesca excessiva, bem como à poluição e à degradação do litoral. A União Internacional para a Conservação da Natureza avaliou esse peixe como “em perigo de extinção”.